# Шевцов Дмитро Олександрович
Шевцо́в Дмитро́ Олекса́ндрович (нар. 17 грудня 1928, Смоленськ — пом. 1996, Київ) — український актор і режисер, лібретист музичних комедій, народний артист УРСР (1969). Заслужений діяч мистецтв ЧССР (1972).

## Життєпис
Після закінчення у 1945 році студії при Горьковському театрі драми почав працювати в жанрі музичної комедії.
Був солістом Харківського театру музичної комедії. 1956 року його разом з Нінель Анниковою було запрошено до Київського театру оперети.
1956—1970 — актор Київського театру оперети. Про його гру в цьому театрі журнал «Огонёк» 5 вересня 1970 року писав: «Так уже склалось, що у актора не буває двох однакових спектаклів: сьогодні він грає чудово, завтра — гірше. Але якщо на сцені занятий Дмитро Шевцов, ви, не відриваючись, будете стежити за кожним його кроком. Артист перевтілюється не тільки з вечора до вечора: навіть в одному спектаклі Шевцов інколи грає кілька ролей; це гострохарактерний актор, зі смаком, з почуттям міри і гумору; його Солопій Черевик в „Сорочинській“ надовго запам'ятовується».
1970—1980 — режисер Київського театру оперети.
У 1970-ті роки між Київським театром оперети і Прешовським театром ім. Йонаша Заборського (Чехословаччина) діяв договір про творчу співдружність. Дмитро Шевцов тоді поставив у Пряшеві свою п'єсу «Бравий солдат Швейк» на музику Владлена Лукашова, а також низку інших вистав.
Дмитро Олександрович — автор лібретто низки музичних комедій, зокрема оперети «Блаженний острів» (1989, за мотивами п'єси М. Куліша «Отак загинув Гуска», муз. А. Філіпенка).

## Родина
- Дружина – актриса оперети Лідія Григорівна Запорожцева (1937–2015), заслужена артистка України.
- Донька – Олена Запорожцева, закінчила Київський політехнічний інститут, хімік-технолог. Наразі активно веде творчу діяльність. Художник.
- Донька – актриса театру та кіно Василина Шевцова. Працює у театрі пригод та фантастики "Каскадер".
- Онук – Дмитро Шевцов, був названий на честь діда та пішов його стопами, став режисером телебачення. Працює у ЗМІ.

## Ролі
театр
- Черевик («Сорочинський ярмарок» Рябова)
- Каленик («Майська ніч» Рябова)
- Попандопуло («Весілля в Малинівці» Рябова)
- Котовський («На світанку» Сандлера)
- Гофмайєр («Четверо з вулиці Жанни» Сандлера)
- Джордж і Гарольд («Безумний брат мій» Цабадзе)

кіно
- Дід Макар («Дівчина і море», 1981)[4]

## Режисерські роботи
- «Бравий солдат Швейк» В. Лукашова (1970, ЧССР) — сам виконував роль Швейка
- «Дівчина і море» Я. Цегляра (1972, ЧССР)
- «Сто перша дружина султана» А. Філіпенка (1972, Київський театр оперети)
- «Люблю тебе» Л. Колодуба (1975, Київський театр оперети)

## Лібрето
- Оперета «Володимирська гірка» Владлена Лукашова, 1959
- Оперета «Альонушка» В. Гомоляки, 1960
- Оперета «Люблю тебе» Л. Колодуба за п'єсою В. Розова, 1975
- Оперета «Серце моє з тобою» І. Поклада, 1983
- Оперета «Блаженний острів» за мотивами п'єси М. Куліша «Отак загинув Гуска», муз. А. Філіпенка, 1989
- Мюзикл «За двома зайцями» В. Ільїна, В. Лукашова за мотивами однойменної п'єси М. Старицького
- Спектакль «Чорти смугасті» В. Лукашова
- Оперета «Дівчина і море» Я. Цегляра
- Музична комедія «Віва, Бородач!» В. Лукашова